# Dominada

Hombre realizando dominadas pronadas.

Se denomina dominada o pull-up a un ejercicio de calistenia cuya ejecución consiste en levantar el cuerpo mientras este pende de una barra de dominadas. Existen diversos tipos de dominadas, los más comunes son:
- Dominada prona: con el agarre prono las palmas de las manos deben mirar hacia adelante. La anchura del agarre debe de ser como máximo 1,5 veces el ancho biacromial, es decir, el ancho de los hombros. El movimiento comienza tirando con los dorsales y no con los bíceps, si además al hacer esto se saca pecho, se reducirá drásticamente el estrés de los hombros. Cuando se esté realizando la fase concéntrica del ejercicio, los codos deben permanecer en los costados y nunca se deben poner por delante de uno mismo a no ser que se desee enfatizar el trabajo de bíceps y antebrazos.

- Dominada supina: las dominadas con agarre supino se realizan con las palmas de las manos mirando hacia uno mismo. Este tipo de variante es muy elegida por las personas que desean enfocarse en el entrenamiento de sus bíceps. La anchura del agarre debe de ser como máximo igual al ancho biacromial, es decir, igual que el ancho de los hombros. Al igual que con las pronas, se inicia el ejercicio con los dorsales y no con los bíceps, en este caso, ayudará a reducir el estrés de los codos. No se encogen los hombros, se mantiene el pecho erguido y el torso bien recto durante todo el movimiento. Se aprietan bien los dorsales prestando especial atención a la parte baja del dorsal, de esta manera se mejorará el trabajo que recibe la espalda de forma general.

- Dominada neutra: la menos lesiva de todas, se lleva a cabo con las palmas de las manos enfrentándose entre sí. Este tipo de variante la suelen realizar aquellas personas que suelen presentar dolores articulares al realizar dominadas. Además, estas dominadas permiten levantar mucho peso en el caso de realizar dominadas lastradas.

Los principales músculos implicados en el movimiento son: músculo dorsal ancho, braquial, braquiorradial, bíceps braquial, redondo mayor, deltoides posterior, infraespinoso, redondo menor, trapecio, pectoral, romboides y porción larga del tríceps.